# Fifie

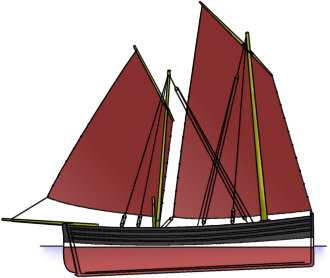
Fifie

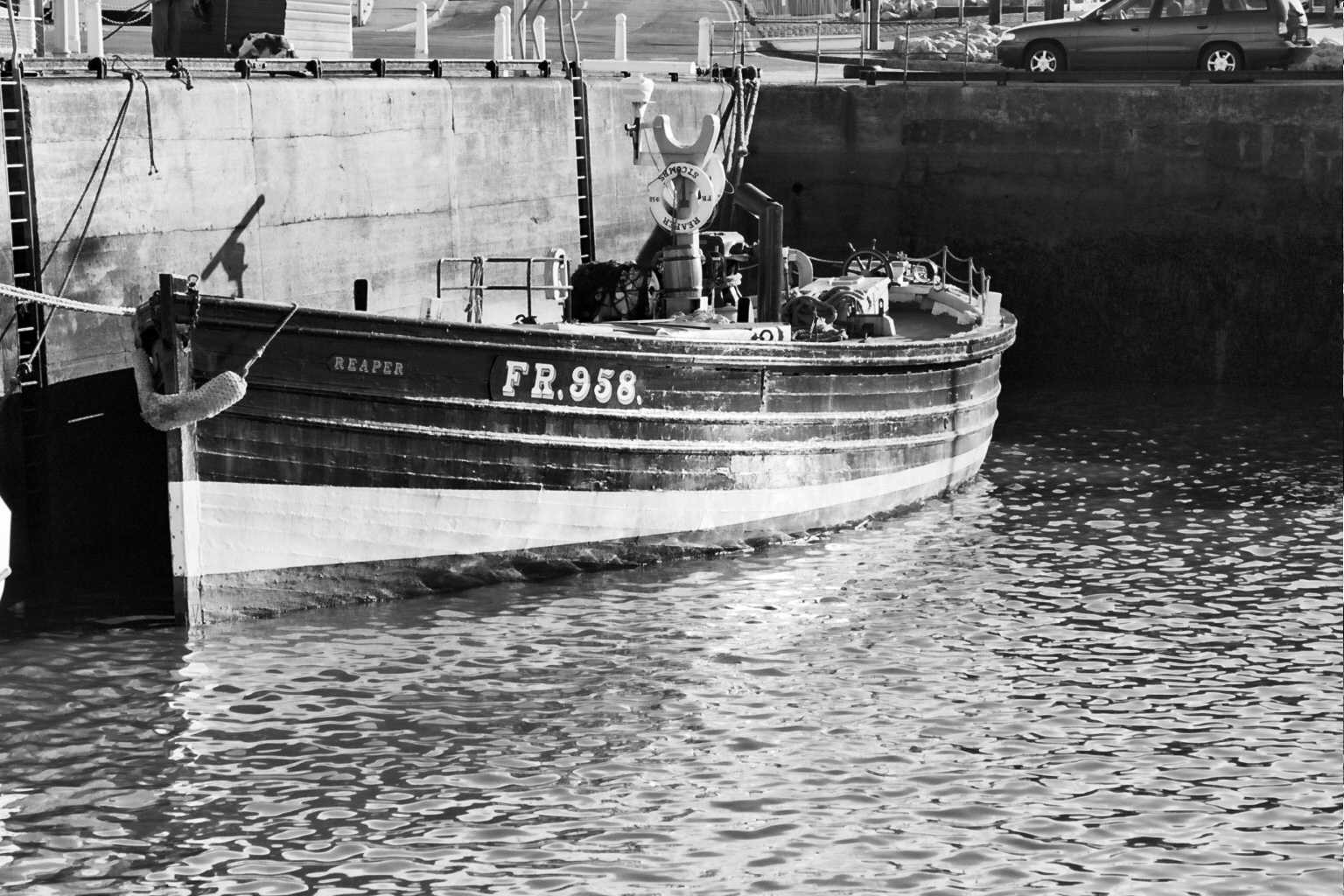
Il Reaper

Il Fifie è un modello di barca a vela sviluppato sulla costa orientale della Scozia.
Venne utilizzata dai pescatori scozzesi a partire dal 1850 fino al XX secolo.
Queste imbarcazioni sono state principalmente usate per la pesca delle aringhe usando la rete a strascico.
Insieme ad altri modelli di barche il Fifie è conosciuto anche come Herring Drifter (Trascinatore di aringhe).
Sebbene le barche variano nel loro aspetto possono essere catalogate in base alla loro prua e poppa verticale, il loro ampio baglio e la loro chiglia diritta. Queste caratteristiche rendono i Fifie molto stabili in acqua e permettono loro di trasportare una grande varietà di vele. La lunga chiglia, comunque, rende loro difficile la manovra nei piccoli porti.
I Fifie a vela hanno due alberi con un armamento standard che consiste in una vela principale sull'albero maestro e un albero di mezzana con una vela al terzo diritta. Gli alberi sono posizionati molto avanti e verso la parte posteriore dell'imbarcazione
per rendere il più libero possibile lo spazio al centro dell'imbarcazione. Un Fifie di grandi dimensioni può raggiungere i 20 metri di lunghezza. A causa della loro grande velatura sono imbarcazioni a vela molto veloci.
I Fifie costruiti dopo il 1860 hanno tutti il ponte e dal 1870 in avanti i Fifie più grandi sono stati costruiti con il sistema di costruzione a tavole appaiate al posto del sistema clinker nel quale le tavole sono sovrapposte dei primi modelli. A partire dal 1905 in poi i Fifie a vela sono stati dotati, gradualmente, di motore e trasformati in imbarcazione non più a vela.
Ci sono pochi esemplari sopravvissuti di questo tipo di imbarcazione da pesca ancora esistenti.
Lo Scottish Fisheries Museum con sede a Anstruther ha restaurato un Fifie, il Reaper, e ancora naviga con  questo esempio classico di imbarcazione.
Lo Swan Trust di Lerwick nelle Shetland conserva un altro Fifie, lo Swan, che utilizza come imbarcazione per l'addestramento alla vela. Con questa imbarcazione circa 1.000 allievi vengono addestrati ogni anno e alcuni di loro hanno partecipato alla Cutty Sark Tall Ships Races che tocca i porti della Francia, Danimarca, Paesi Bassi, e Irlanda così come attorno alla Gran Bretagna.